# مقاطعة سيدار (نبراسكا)
مقاطعة سيدار (بالإنجليزية: Cedar County)‏ هي إحدى مقاطعات ولاية نبراسكا في الولايات المتحدة الأمريكية.